# فيديريكو غارسيا
فيديريكو غارسيا (بالإسبانية: Federico García)‏ (6 أبريل 1984 سانتا في الأرجنتين - ) هو لاعب كرة قدم أرجنتيني يلعب كمدافع.

## روابط خارجية
- فيديريكو غارسيا على موقع قاعدة بيانات كرة القدم.إي يو (الإنجليزية)
- فيديريكو غارسيا على موقع Soccerway.com (الإنجليزية)